# Isabella Malmberg
Betty Isabella Carola Malmberg, född 16 april 1859 i Stockholm, död 26 juni 1923 i Stockholm, var en svensk konstnär.
Hon var dotter till Johan Christoffer Boklund och Karola Stuttgardter och från 1880 gift med ingenjören Carl Vilhelm Fredrik Malmberg. Malmberg utbildades i teckning och målning av sin far. Hon medverkade i samlingsutställningar med Bohusläns konstförening samt Norrlands konstförening och medverkade i samlingsutställningar i Härnösand, Borås och Sundsvall. Hon skrev en biografi över sin far som i manuskriptform förvaras vid Konstakademiens arkiv.